# Philipp Friedrich Ramdohr

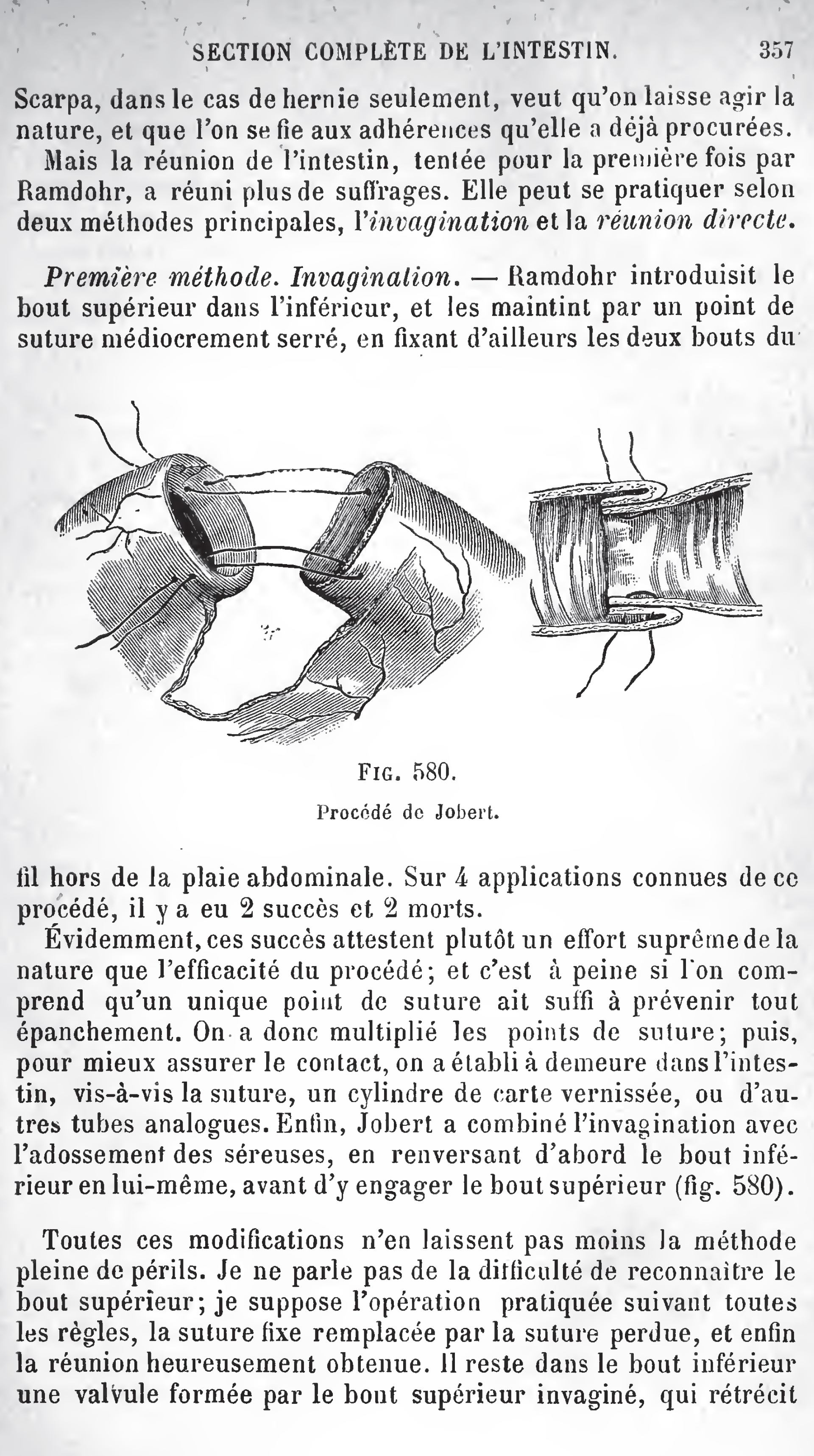
Invaginations-Naht nach Ramdohr, weiterentwickelt von Jobert

Philipp Friedrich Ramdohr (* 14. September 1694 in Wolfenbüttel; † 10. Februar 1755 in Braunschweig) war Leibchirurg der Herzöge von Braunschweig-Lüneburg und Erfinder einer chirurgischen Nähtechnik.

## Herkunft
Er wurde als ältester überlebender Sohn aus der ersten Ehe des seit mindestens 1694 als fürstlich-braunschweigischer Mühlenschreiber (auf der neuen Mühle) tätigen Melchior Franz Ramdohr (* 19. September 1661; † 18. Februar 1717) und dessen 1690 geehelichter Gattin Dorothea (lutherisch, * um 1670) in Wolfenbüttel geboren. Seine Paten waren der Kanzler Philipp Ludwig Probst von Wendhausen, der Geheimrat Friedrich Achaz Freiherr von der Schulenburg (1647–1701) und das herzogliche Kammerfräulein Sophia Henrietta von Lente, Ehefrau des Oberhofschenk Anton Albrecht Freiherr von Imhoff (* 17. Dezember 1653; † 1715 in Dresden), allesamt höhere Amtsträger im Staatswesen Braunschweig-Lüneburgs. Philipp Friedrich Ramdohr hatte die jüngeren Brüder Christian Heinrich (* 22. September 1701 in Wolfenbüttel; † 1730) und Anton Wilhelm Ramdohr (* 13. Oktober 1707, bei der Taufe waren Herzog Anton Ulrich und Erbprinz August Wilhelm die Paten; † 1757, Berg-Chirurgus in Zellerfeld) und den Halbbruder Dietrich Johann Ramdohr (* 22. September 1716; Paten waren die Kommissare Conerding und Matthei sowie ein Fräulein Eberhard). Vier weitere Geschwister verstarben im frühen Kindesalter.

## Leben und Wirken
Ramdohr studierte Medizin und war ab etwa 1722 Leibchirurg des Herzogs von Braunschweig-Lüneburg. Im Jahre 1727 wurde er auf dem Gebiet der Darmchirurgie durch eine zusammen mit D. Kuntzius in Wolfenbüttel ausgeführte Invaginationsoperation an einer beinahe todgeweihten Frau aus dem Volk bekannt, die an einem eingeklemmten Bruch in der Leistengegend litt, welcher sich nach vorangeschrittener Entzündung zu einem Abszess entwickelt hatte, aufbrach und etwa 60 cm nekrotisches Darmgewebe freilegte. Ramdohrs Methode rettete der Frau das Leben und stellte damals eine bedeutende medizinische Neuheit dar. Obwohl er selbst keine eigene Publikation dieser Operation vornahm, wurde die Methode in einer Disputation des Johannes Fridericus Moebius dargelegt, die er am 19. Dezember 1730 vor Lorenz Heister in Helmstedt verteidigte, der seinerseits im Jahre 1739 und 1750 diese Methode schilderte. Sie wurde fortan auch als Ramdohr-Naht bezeichnet und galt über ein Jahrhundert lang als beste Technik zum Nähen größerer Querwunden und zirkulärer Durchtrennungen. Dabei inspirierte diese Verfahrensweise sowohl Jobert de Lamballe (1824) als auch Lembert (1826) zu tierexperimentellen Nahtuntersuchungen am Darm. Auch spätere Abwandlungen dieser Nahttechnik, etwa durch Peyronie 1732, berücksichtigten das Invaginationsprinzip. Insgesamt führte Ramdohrs Methode somit zu Fortschritten im militärischen Sanitätswesen und in der Intestinalchirurgie.
Im Jahr 1745 blickte Ramdohr auf eine 30-jährige praktische Erfahrung zurück und veröffentlichte als herzogl. braunschw. lüneb. Leib- Hof- und Landchirurgus in den Braunschweigischen Anzeigen eine Abhandlung, ob es möglich sey, den Krebs ohne Schnitt zu curiren, wobei er ein Verfahren zur Kauterisierung schilderte. Er war zudem ab 1748 als Oberhospital-Chirurgus tätig, nahm am Feldzug nach Brabant teil und wirkte um 1751 neben seiner Funktion als Leib-Chirurgus unter Herzog Karl auch als Demonstrator für Vorlesungen in Chirurgie am Collegium Anatomico-Chirurgicum in Braunschweig. Außerdem gab er in seinem Privathaus geraume Zeit Unterrichtsstunden für Hebammen und führte auch Operationen an Neugeborenen durch (1751 zum Beispiel zur Behebung einer Hasenscharte).
Es ist anzunehmen, dass zu seinen Hörern/Schülern auch der eigene Neffe Ferdinand Benedikt Ramdohr (* 1735), später Leib- und Berg-Chirurg zu Zellerfeld, zählte. Zu Ramdohrs Beerdigung am 14. Februar 1755 wurde ein Trauergedicht seitens seines Schwiegersohns, des Arztes und Chirurgie-Lehrers Ernst Gottlieb Schmidt, veröffentlicht.

## Familie und Nachkommen

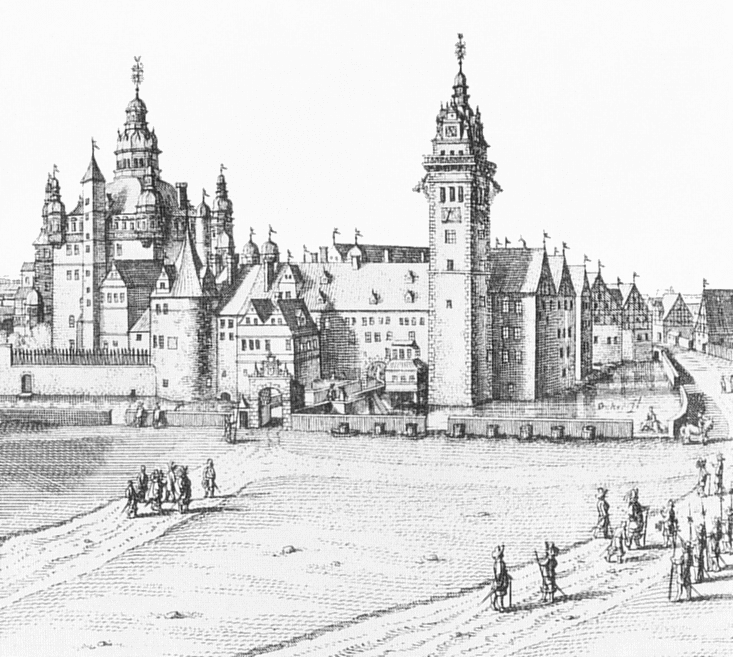
Schloss Wolfenbüttel, um 1654

Ramdohr heiratete um 1735 in zweiter Ehe die Anna Dorothea, geborene Halberstadt (* um 1710; † 2. Oktober 1758) in Braunschweig. Aus dieser Ehe entsprangen mehrere Töchter, aber keine überlebenden männlichen Nachkommen. Ramdohrs sämtliche Kinder wurden in der Schlosskapelle zu Wolfenbüttel getauft:
- Elisabeth Sophia Maria Ramdohr (* 25. Februar 1727), Patin: Herzogin Elisabeth Sophie Marie
- August Wilhelm Ramdohr (* 4. Dezember 1728; † 11. Oktober 1730), Pate war Herzog August Wilhelm
- Johann Christian Ramdohr (* 12. Februar 1731), Paten waren Frau Oberhofmeister von Rantzau, Obermarschall von Schack, Geheimrat von Stein
- Rudolfine Antoinette Philippine Ramdohr (* 20. Januar 1735; † 19. Februar 1753 Braunschweig)[14] Taufpaten: Herzog Ludwig Rudolph, Herzogin Antoinette Amalie von Bevern und Ihre königliche Hoheit des Prinzen Carl Gemahlin
- Louise Ferdinandine Caroline Ramdohr (* 20. Januar 1735, eine der Zwillingsschwestern † 1739); Paten: die regierende Herzogin, Herzog Ferdinand Albrecht und ein Prinz Carl
- Anton Hieronymus Heinrich Ramdohr (* 27. Mai 1737; † 18. Oktober 1738), Paten: Reichsgräfin Hardeck, Premierminister Hieronymus von Münchhausen sowie der Hofmarschall Heinrich von Krosigk
- Anna Friederike Ramdohr (* 17. Oktober 1739); Paten: Hof-Kommissionsrätin Floyen, Kammerschreiber Tidau
- jüngste Tochter, Dorothea Augustina Benediktine Ramdohr (auch: Ramthor; * 15. August 1745 in Braunschweig. Paten waren Reichsgräfin von Dehn, Vize-Hofrichterin von Campen und der Geheime Kriegsrat von Bötticher) ⚭ 13. Mai 1766 in der Hofkirche in Coburg mit dem Philologen Magister Theodor Prätorius (* 14. November 1737 in Coburg; † 14. September 1779 in Buchsweiler an Wassersucht)[15], einem Bruder des Christoph Daniel Prätorius, beides Söhne von Johann Christoph Prätorius († 1753), Waisenhaus-Subinspektor, und dessen Ehefrau Anna Barbara, geborene Berold. Aus dieser Ehe von 1767 bis 1771 in Coburg 4 Kinder:
  - (1) ein Mädchen Prätorius (* 4. Mai 1767 in Coburg. † 18. Mai 1769 ebenda)
  - (2) Caroline Louise Prätorius (* 16. November 1768 in Coburg; † 3. August 1799 Selbstmord in Clus, bestattet im Park des Klostergutes) ⚭ 1784/1788 mit Ernst Christian Becker (* 18. Januar 1750 in Volkersheim; † 27. Juni 1827 in Steterburg)[16], Amtmann in Bad Gandersheim-Clus, ab 1815 Amtmann in Seesen, aus dieser Ehe entsprangen vier Kinder[17]
  - (3) ein Mädchen Prätorius (* 11. April 1770 in Coburg)
  - (4) ein Junge Prätorius (* 26. April 1771 in Coburg)

## Werke (direkte Autorenschaft fraglich)
- Naht, ...die Därme betreffend; vermutlich um 1803 in Göttingische gelehrte Anzeigen veröffentlicht[18]
- Commerce littéraire de Nuremberg  (Commerc. Norimberg) 1731, Specimen 26